# (100135) 1993 RR16
(100135) 1993 RR16 es un asteroide perteneciente al cinturón de asteroides, descubierto el 15 de septiembre de 1993 por Henri Debehogne y el también astrónomo Eric Walter Elst desde el Observatorio de La Silla, Chile.